# Bridget Williams
Pour les articles homonymes, voir Williams.
Bridget Williams, née Guy le 18 mars 1996 à Greensburg en Pennsylvanie, est une athlète américaine, spécialiste du saut à la perche.

## Biographie
Elle se classe 3e des universiades d'été de 2019.
Elle participe aux championnats du monde 2023 et se classe 12e et dernière de la finale. Plus tard dans la saison, elle remporte la médaille d'or des Jeux panaméricains en effaçant une barre à 4,60 m.

## Palmarès
| Date | Compétition           | Lieu     | Résultat | Temps  |
| ---- | --------------------- | -------- | -------- | ------ |
| 2019 | Universiades d'été    | Naples   | 3e       | 4,31 m |
| 2023 | Championnats du monde | Budapest | 12e      | 4,50 m |
| 2023 | Jeux panaméricains    | Santiago | 1re      | 4,60 m |

## Records
| Épreuve | Performance | Lieu             | Date            |
| ------- | ----------- | ---------------- | --------------- |
| Perche  | 4,83 m      | Clermont-Ferrand | 22 février 2024 |